# Endeavour (barca a vela)
Endeavour è una barca a vela della Classe J. Fu costruita per volere di Sir Thomas Sopwith, che la impiegò nel suo tentativo di conquistare la America's Cup nel 1934. Abbandonata in stato di crescente degrado, nel 1984 Endeavour fu sottoposto a estesi lavori di ristrutturazione, che terminarono cinque anni dopo.

## Contesto
Nel 1931 scomparve Sir Thomas Lipton, che aveva tentato senza successo per cinque volte di conquistare la Coppa America tra il 1899 ed il 1930. A raccoglierne il testimone fu Sir Thomas Sopwith, già proprietario della Sopwith Aviation Company, particolarmente nota per i caccia biplani Sopwith Camel in servizio nella prima guerra mondiale, e successivamente fondatore della H.G. Hawker Engineering, sempre attiva nel campo dell'aeronautica. Nel 1934 Sopwith presentò la propria sfida per l'America's Cup, scopo per il quale l’Endeavour fu costruita.

## Caratteristiche
Endeavour fu progettata da Charles Ernest Nicholson e costruita ai cantieri Camper & Nicholsons di Gosport, così come era stato fatto per le ultime imbarcazioni sfidanti di Sir Lipton, Shamrock IV e Shamrock V. Dotata di scafo e albero in acciaio, fu sviluppata sfruttando le conoscenze in campo aeronautico di Sir Sopwith, che la equipaggiò con un inedito genoa quadrilatero (soluzione adottata in seguito da tutte le imbarcazioni della classe J) e uno spinnaker di nuova concezione.
Durante i lavori di ristrutturazione compiuti tra il 1984 ed il 1989, eseguiti con consulenze dello stesso Sopwith per mantenere per quanto possibile la barca nelle condizioni originali, Endeavour fu dotata di un nuovo albero di alluminio, alto 165 piedi (50 m), e di un boma del tipo "Park Avenue" (soluzione adottata negli anni '30 sulle barche della Classe J).

## Storia

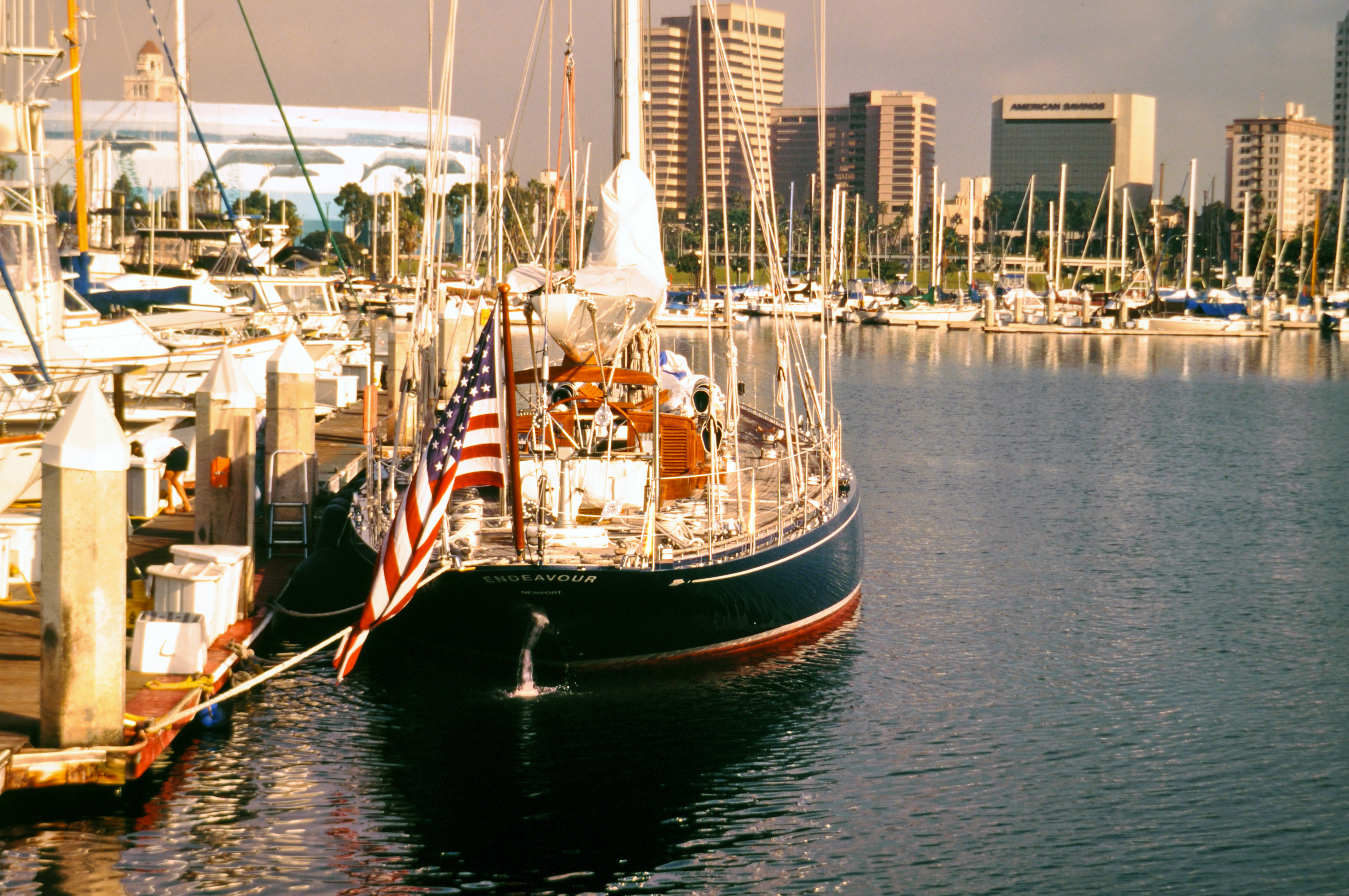
Endeavour nel 1996

### America's Cup (1934)
In preparazione alla sfida per la Coppa America Sopwith fece gareggiare Endeavour contro gli altri yacht della Classe J britannici, Shamrock V e Velsheda. Il ruolo di defender fu preso da Harold S. Vanderbilt, già vincitore nel 1930 al timone di Enterprise. Nonostante Endeavour risultasse complessivamente più efficace della rivale Rainbow, la sfida fu compromessa dallo sciopero dell'equipaggio professionista di Sopwith, che entrò in sciopero poco prima dell'inizio della competizione dopo che la loro richiesta di un aumento di paga era stata rifiutata. Sopwith fece quindi ricorso ad un equipaggio di volontari, riuscendo comunque ad aggiudicarsi le prime due regate della serie grazie alla superiorità della propria imbarcazione.
Tuttavia, nella terza regata l'inesperienza dell'equipaggio si fece sentire e Endeavour perse per via di un errore tattico. La quarta regata fu particolarmente controversa: Sopwith contestò una manovra pericolosa di Rainbow, ma la sua protesta fu respinta dalla giuria perché l'insegna di protesta non era stata esposta immediatamente dopo l'accaduto. Rainbow si aggiudicò anche le due regate successive, ponendo fine al tentativo di Endeavour di conquistare la Coppa.

### Fine delle competizioni e disarmo (1934-1984)
Dopo il fallito tentativo di conquistare la Coppa America Endeavour continuò a essere utilizzata in regata, risultando estremamente competitiva. Nel 1937 Sopwith presentò una seconda sfida per la America's Cup: Endeavour fu rimorchiata attraverso l'Atlantico per essere utilizzata come paragone per la nuova imbarcazione sfidante, battezzata anch'essa Endeavour. Durante il viaggio di ritorno la cima di tonneggio con il quale lo yacht era rimorchiato si ruppe a 200 miglia dalla costa americana, ma l'equipaggio a bordo riuscì comunque a completare senza ulteriori incidenti la traversata.
Nel 1938 Endeavour fu posta in disarmo presso il cantiere Camper & Nicholsons, iniziando un lungo periodo di abbandono. Nel 1947 fu venduta per la demolizione: lo scafo fu risparmiato, ma fu privato della chiglia per recuperarne il piombo. Negli anni '70 Endeavour affondò alla foce del fiume Medina, sull'Isola di Wight, venendo in qualche modo riportata a galla da dei carpentieri, che l’acquistarono per una decina di sterline, solo per essere nuovamente spiaggiata nei pressi di Southampton.

### Rinascita (1984 - )
Ormai ridotta a un nudo scafo, senza più albero, timone e chiglia, nel 1984 Endeavour fu acquistata da Elizabeth Meyer, che intendeva sottoporlo a estesi lavori di ricostruzione. Troppo fragile per essere rimorchiata a un cantiere, Endeavour fu sottoposta a interventi di irrobustimento strutturale in loco, per poi essere rimorchiata nel cantiere olandese Royal Huisman, dove fu varata nuovamente nel giugno 1989. In seguito ai lavori, costati quasi 10 milioni di dollari, nel settembre Endeavour disputò una regata con Shamrock V al largo di Newport, attirando migliaia di spettatori e dando il via alla rinascita della Classe J. A ottobre dello stesso anno le due imbarcazioni furono impegnate in una seconda regata al largo di Manhattan, attirando oltre 100.000 spettatori.
Negli anni successivi Endeavour continuò a partecipare a varie regate, riunendosi poi con Shamrock V e Velsheda alla Antigua Classics Regatta nel 1999. Nel 2000 Endeavour passò di mano, venendo ceduta a Dennis Kozlowski, il quale a sua volta nel 2006 la vendette a Cassio Antunes.